# 和凝
和凝（898年—955年），字成绩，郓州須昌縣（今山东省泰安市东平縣）人，五代政治人物、词人。

## 生平
幼时颖敏好学，乾化五年（915年）举明经，贞明二年（916年）以第十三名登进士第，义成军节度使贺瓌聘其入幕，又以女嫁之。天成年間（926年～930年），拜殿中侍御史，历官礼部员外郎、知制诰。天福五年（940年），拜中书侍郎、同中书门下平章事，平定安從進謀反。
历仕五代梁、唐、晋、汉、周五朝，與馮道同事，入相后，悔其少作，多加销毁。显德二年（955年）秋，以背疽卒。刘毓盘辑其詩29首，编为《红叶稿》一卷。著有《疑狱集》两卷，其子和山蒙又增订两卷，合成四卷。
喜爱文学，长于短歌艳曲，流传汴、洛，作品浮艳。诗有《宫词》百首，多为粉饰太平之作。

## 延伸阅读
[在维基数据编辑]
 在维基文库阅读此作者作品
 《舊五代史/卷127》，出自薛居正《舊五代史》
 《新五代史·卷56》，出自歐陽修《新五代史》